# Враги Джеймса Бонда
Враги Джеймса Бонда — список основных антагонистов художественных произведений о вымышленном агенте британской разведывательной службы MI6.

## Злодеи

### Злодеи из романов

#### Ян Флеминг
| Роман                               | Злодей                                  | Цель | Причина провала | Судьба                                                                  |
| ----------------------------------- | --------------------------------------- | --- | --- | ----------------------------------------------------------------------- |
| «Казино „Рояль“»                    | Лё Шиффр                                | Спасение от банкротства, играя в «Баккара» на крупные ставки                                            | Бонд обыграл Ле Шиффра в турнире | Убит агентом СМЕРШа                                                     |
| «Живи и дай умереть»                | Бонапарт Игнасиас Галлия / Мистер Биг   | Провезти контрабандой и продать золото, найденное на Ямайке, чтобы финансировать сделки СМЕРШа          | Бонд убил Мистера Бига и сдал золото правительству | Съеден барракудой                                                       |
| «Лунный гонщик»                     | Хьюго Дракс                             | Разрушить Лондон ядерной ракетой                                                                        | Бонд поменял цель ракеты | Погиб от своей ракеты после изменения цели                              |
| «Бриллианты вечны»                  | Джек Спэнг                              | Перевозка алмазов из Африки в Америку                                                                   | Разрушение трубопровода | Убит, когда Бонд подстрелил его вертолёт                                |
| «Бриллианты вечны»                  | Сераффимо Спэнг                         | Перевозка алмазов из Африки в Америку                                                                   | Разрушение трубопровода | Бонд пустил поезд под откос                                             |
| «Из России с любовью»               | Роза Клебб                              | Убить Бонда, предварительно скомпрометировав его                                                        | Бонд предотвратил убийство | Захвачена Бондом и передана в Секретную Службу для дальнейшей обработки |
| «Из России с любовью»               | Донован Грант                           | Убить Бонда, предварительно скомпрометировав его                                                        | Бонд предотвратил убийство | Убит Бондом в поезде                                                    |
| «Из России с любовью»               | Генерал Грубозабойщиков, глава СМЕРШ    | Убить Бонда, предварительно скомпрометировав его                                                        | Бонд предотвратил убийство | Выжил                                                                   |
| «Доктор Но»                         | Доктор Джулиус Но                       | Уничтожить американские ракеты во время испытания                                                       | Доктор Ноу погиб, проект провалился | Погиб, заваленный гуано                                                 |
| «Голдфингер»                        | Аурик Голдфингер                        | Сделать золотой запас Америки в банке Форт Нокс радиоактивным                                           | Американские власти приведены в готовность благодаря сообщению Бонда, которое тот наудачу оставил в самолете, на котором Голдфингер производил разведку перед операцией | Убит в самолёте во время схватки с Джеймсом Бондом                      |
| «Вид на убийство» (рассказ)         | Кримллер, советский снайпер ГРУ         | Попытка выкрасть информацию у британской секретной службы                                               | Бонд подменил информацию | Погиб                                                                   |
| «Только для ваших глаз» (рассказ)   | Полковник Фон Хаммерштайн               | Купить землю на Ямайке для создания штаба                                                               | Получил состояние, но остался один | Убит Джуди Хэвелок                                                      |
| «Квант милосердия» (рассказ)        | Отсутствует                             | - | - | -                                                                       |
| «Риск» (рассказ)                    | Аристотель Кристэтос                    | Провезти контрабандой наркотики, помочь советскому ракетостроению, пустить Бонда по ложному следу       | Бонд обнаружил правду | Убит Бондом                                                             |
| «Уникум Хальдебранда» (рассказ)     | Милтон Крест                            | Поймать уникум Хальдебранда и надругаться над женой                                                     | Удается, но погибает | Убит редкой рыбой, Бонд сбрасывает в море                               |
| «Шаровая молния»                    | Эмилио Ларго                            | Шантаж западного мира двумя украденными атомными бомбами                                                | Бонд обнаружил место, где хранят бомбы | Убит Домино выстрелом из гарпунного ружья                               |
| «Шаровая молния»                    | Эрнст Ставро Блофельд                   | Шантаж западного мира двумя украденными атомными бомбами                                                | Бонд обнаружил место, где хранят бомбы | Выжил                                                                   |
| «Шпион, который меня любил»         | Мистер Сэнгуинетти                      | Убить Вивиенн Мишель и сжечь гостиницу, чтоб получить страховку                                         | Бонд помешал |                                                                         |
| «Шпион, который меня любил»         | Соль Хоровитц и Морган                  | Убить Вивиенн Мишель и сжечь гостиницу по приказу Сэнгуинетти                                           | Не смогли | Оба застрелены Бондом                                                   |
| «На секретной службе Её Величества» | Эрнст Ставро Блофельд                   | Использовать вирус для уничтожения домашнего скота и пшеницы                                            | Вирус и штаб-квартира организации уничтожены Бондом и агентами МИ-6 | Выжил                                                                   |
| «Живёшь только дважды»              | Эрнст Ставро Блофельд                   | Скрывается от правосудия и собирает коллекцию смертельно опасных растений и животных (Сад смерти)       | Замок разрушен | Задушен Бондом                                                          |
| «Человек с золотым пистолетом»      | Франсиско Скараманга                    | Расширить свою международную преступную организацию на весь Карибский регион                            | Его союзники арестованы. Он погиб от пули | Застрелен Бондом                                                        |
| «Осьминожка» (рассказ)              | Майор Декстер Смизэ                     | В процессе поиска нацистского золота убил проводника, который в своё время учил Бонда кататься на лыжах | Ему было предложено покончить с собой | Убит ядовитой рыбой и задушен осьминогом                                |
| «Собственность леди» (рассказ)      | Мария Фреуденстеин и её советский агент | Завербовать двойного агента                                                                             | Удалось | Выжили                                                                  |
| «Искры из глаз» (рассказ)           | Триггер, убийца из НКВД                 | Убить предателя                                                                                         | Выстрелила раньше, чем надо | Была ранена Бондом, но скрылась                                         |
| «Агент 007 в Нью-Йорке» (рассказ)   | Резидент КГБ                            | Шпионская игра против разведки Великобритании                                                           | Бонд вычислил его | Неизвестно                                                              |

#### Эмис Кингсли(под псевдонимом «Роберт Маркем»)
| Роман           | Злодей               | Цель                                                    | Причина провала                                                  | Судьба          |
| --------------- | -------------------- | ------------------------------------------------------- | ---------------------------------------------------------------- | --------------- |
| «Полковник Сун» | Полковник Сун Ляндан | Сорвать советскую конференцию, подставив Великобританию | Подчинённые убиты, а участники конференции вовремя предупреждены | Зарезан Бондом. |

#### Джон Гарднер
| Роман                                 | Злодей                               | Цель | Причина провала                                                                      | Судьба                                                                               |
| ------------------------------------- | ------------------------------------ | --- | ------------------------------------------------------------------------------------ | ------------------------------------------------------------------------------------ |
| «Лицензия восстановлена»              | Доктор Антон Мьюрик                  | Захватить атомные электростанции и освободить их за выкуп в 50 миллиардов долларов                                                      | Бонд дал его приспешникам приказ об отбое операции                                   | Застрелен Бондом из пистолета Gyrojet                                                |
| «За особые услуги»                    | Нена Бисмакер (урождённая Блофельд)  | Использовать Бонда для взятия под контроль системы NORAD                                                                                | Муж Нены Маркус Бисмакер вывел Бонда из её гипноза до реализации плана               | Убита собственными питонами                                                          |
| «Ледокол»                             | Граф Конрад фон Гледа                | Возродить нацизм путём уничтожения всех коммунистов                                                                                     | Бонд добрался до него с помощью агентов Моссада и ЦРУ и сорвал его планы             | Застрелен Бондом                                                                     |
| «Почётная роль»                       | Джей Отем Холи                       | Лишить США и СССР ядерного оружия ради установления мира во всём мире                                                                   | Бонд узнал об их планах благодаря внедрению в SPECTRE и помешал их осуществлению     | Застрелен Рахани                                                                     |
| «Почётная роль»                       | Тамил Рахани                         | Лишить США ядерного арсенала для обеспечения СССР преимущества в Холодной войне                                                         | Бонд узнал об их планах благодаря внедрению в SPECTRE и помешал их осуществлению     | Выжил, в процессе побега получив серьёзную травму и заразившись раком спинного мозга |
| «Никто не живёт вечно»                | Тамил Рахани                         | Убить Бонда с помощью наёмных убийц, для чего назначает за его голову огромную цену                                                     | Погиб от руки Бонда                                                                  | Погиб от бомбы, подложенной Бондом ему в постель                                     |
| «Ставки сделаны, мистер Бонд»         | Генерал Константин Николаевич Чернов | Убить всех членов распущенной шпионской организации                                                                                     | Бонд спас членов организации                                                         | Арестован                                                                            |
| «Скорпиус»                            | Владимир Скорпиус                    | Совершить несколько убийств с помощью культа террористов-смертников, в частности убить президента США и премьер-министра Великобритании | Культ самораспустился в результате налёта, президент и премьер-министр спаслись      | Укушен водяным щитомордником                                                         |
| «Победи, проиграй или умри»           | Бассам Барадж                        | Захватить авианосец с лидерами США, СССР и Великобритании и удерживать их ради выкупа                                                   | Бонд освободил авианосец                                                             | Застрелен союзником Бонда                                                            |
| «Лицензия на убийство» (новеллизация) | Франц Санчес                         | Вести контрабанду наркотиков | Бонд уничтожил фабрику                                                               | Сгорел заживо                                                                        |
| «Брокенкло»                           | Ли "Сломанный коготь" Фу-Чу          | Продать Китаю секретные планы подводной обороны и обрушить мировой фондовый рынок                                                       | Китайские агенты оказываются схвачены, а их база уничтожается взрывом                | Застрелен Бондом из лука                                                             |
| «Человек из „Барбароссы“»             | Генерал Евгений Юшкович              | Поставить в Ирак ядерное оружие | Военный корабль с ядерным оружием оказывается уничтожен                              | Погиб на взорванном корабле                                                          |
| «Смерть вечна»                        | Вольфганг Вайзен                     | Взорвать поезд с главами нескольких государств, тем самым дестабилизировав Западную Европу                                              | Поезд удалось дистанционно остановить до взрыва                                      | Убит электрическим током на крыше поезда                                             |
| «Никогда не посылайте цветы»          | Дэвид Дрэгонпол                      | Убить принцессу Диану и её сыновей в парижском Диснейленде                                                                              | Королевская семья не приехала в Диснейленд                                           | Подорвался на собственной бомбе                                                      |
| «Операция „Морской огонь“»            | Сэр Максвелл Тарн                    | Устроить пожар при разливе нефти с борта подводной лодки                                                                                | Бонд уничтожил подлодку                                                              | Сгорел заживо после того, как Бонд выстрелил в него из ракетницы                     |
| «Золотой глаз» (новеллизация)         | Алек Тревельян                       | Обрушить лондонскую экономику | Бонд вызвал уничтожение его базы                                                     | Раздавлен упавшими на него обломками                                                 |
| «Крах организации C.O.L.D.»           | Генерал Брутус Клей                  | Заменить правительство пуританами | Бонд раскрыл его план и уведомил своё начальство о необходимости уничтожить его базу | Утонул в воде, будучи подстреленным Бондом на лодке                                  |

#### Себастьян Фолкс
| Роман                   | Злодей                | Цель | Причина провала                                          | Судьба                                                          |
| ----------------------- | --------------------- | --- | -------------------------------------------------------- | --------------------------------------------------------------- |
| «Дьявол не любит ждать» | Доктор Джулиус Горнер | Импортировать опиум в Великобританию, а также убить Бонда, заставив его управлять авиалайнером над территорией СССР, чтобы дополнительно подставить Великобританию | Бонд спасся от бомбардировки, посадив авиалайнер в горах | Убит вёслами лодок на реке, по которой пытался сбежать от Бонда |

#### Уильям Бойд
| Роман  | Злодей     | Цель                                                                                        | Причина провала                | Судьба           |
| ------ | ---------- | ------------------------------------------------------------------------------------------- | ------------------------------ | ---------------- |
| «Соло» | Кобус Брид | Вести контрабанду героина-сырца в США, используя в качестве наркокурьеров африканских детей | Бонд выследил его в Вашингтоне | Застрелен Бондом |

### Злодеи из фильмов

#### Злодеи из фильмов EON Productions
| Фильм                               | Злодей                                                       | Актёр                                       | Цель | Причина провала | Судьба |
| ----------------------------------- | ------------------------------------------------------------ | ------------------------------------------- | --- | --- | --- |
| «Доктор Ноу»                        | Доктор Джулиус Но                                            | Уайзмен, Джозеф                             | Уничтожить американские ракеты во время испытания | Бонд перегрузил реактор и сорвал план доктора Ноу | Сварился в реакторе.                                                                                                 |
| «Из России с любовью»               | Роза Клебб                                                   | Лотте Ленья (озвучивание: Барбара Джеффорд) | Захватить потерянную советскую шифровальную машинку и убить Джеймса Бонда | Бонд расправился со всеми врагами | Застрелена Татьяной Романовой.                                                                                       |
| «Из России с любовью»               | Эрнст Ставро Блофельд                                        | Энтони Доусон (тело), Эрик Польман (голос)  | Захватить потерянную советскую шифровальную машинку и убить Джеймса Бонда | Бонд расправился со всеми врагами | Выжил. |
| «Голдфингер»                        | Аурик Голдфингер                                             | Герт Фрёбе, (озвучивание: Майкл Коллинз)    | Взорвать атомную бомбу в Форт Нокс, сделав радиоактивным всё американское золото и сделав свои золотые запасы единственными | Бонд обезвредил бомбу в хранилище Форта | Выброшен через разбитый иллюминатор, когда Бонд и Голдфингер дрались в самолете                                      |
| «Шаровая молния»                    | Эмилио Ларго                                                 | Адольфо Чели, (озвучивание: Роберт Риетти)  | Использовать украденные ядерные ракеты и потребовать от Великобритании выкуп | Ракеты уничтожены американской береговой охраной до перевода денег вымогателям | Застрелен в спину из гарпунного ружья своей бывшей любовницей Домино                                                 |
| «Шаровая молния»                    | Эрнст Ставро Блофельд                                        | Энтони Доусон (тело), Эрик Польман (голос)  | Использовать украденные ядерные ракеты и потребовать от Великобритании выкуп | Ракеты уничтожены американской береговой охраной до перевода денег вымогателям | Выжил. |
| «Живёшь только дважды»              | Эрнст Ставро Блофельд                                        | Плезенс, Дональд                            | Захватить американский космический корабль якобы от имени СССР и захватить советский космический корабль, якобы от имени США, спровоцировав тем самым войну между двумя сверхдержавами                                           | Бонд взорвал космический корабль-перехватчик с помощью кнопки самоуничтожения в ЦУПе | Выжил |
| «На секретной службе Её Величества» | Эрнст Ставро Блофельд                                        | Савалас, Телли                              | Шантажировать мировое сообщество угрозой распространения вируса, уничтожающего скот и зерновые культуры | Бонд разрушил лабораторию, где выращивались вирусы | Выжил, но получил травму шеи                                                                                         |
| «Бриллианты навсегда»               | Эрнст Ставро Блофельд                                        | Чарльз Грей                                 | Создать спутник со смертоносным лучом, способным убить всё живое на Земле и шантажировать им мировое сообщество | Бонд уничтожил устройство управления в логове Блофельда, тем самым отключив спутник | Выжил (показано в прологе к фильму «Только для ваших глаз», где он изуродован и находится в инвалидном кресле)       |
| «Живи и дай умереть»                | Доктор Кананга / Мистер Биг                                  | Яфет Котто                                  | Распространять героин на рынке бесплатно, пока все конкуренты наркорынка не исчезнут и Кананга не станет монополистом | Поля опиумного мака уничтожены агентами ЦРУ | Проглотил газовую пулю против акул, разорван взрывом газа                                                            |
| «Человек с золотым пистолетом»      | Франсиско Скараманга                                         | Кристофер Ли                                | Купить Solex Agitator, необходимый для производства на заводе солнечной энергии, и продать его тому, кто больше заплатит. Также убить Бонда, который считает его равным себе                                                     | Бонд убил Скарамангу и выкрал Solex Agitator | Застрелен на тренировочной площадке                                                                                  |
| «Шпион, который меня любил»         | Карл Штромберг                                               | Курт Юргенс                                 | Уничтожить мир, похитив американскую и русскую подводные лодки и ядерным ударом уничтожив Москву и Нью-Йорк. Создать новую цивилизацию в подводном городе                                                                        | Бонд перенаправил выпущенные ракеты на подводные лодки, которые управлялись людьми Штромберга | Два выстрела через трубу под обеденным столом и ещё два в голову                                                     |
| «Лунный гонщик»                     | Хьюго Дракс                                                  | Мишель Лонсдейл                             | Уничтожить разумную жизнь на Земле с помощью отравляющего газа и воссоздать человеческую расу из отобранных молодых людей | Космическая станция уничтожена морпехами США, а капсулы с отравляющим газом уничтожены Бондом | Застрелен отравленным дротиком и выброшен в космос через шлюз                                                        |
| «Только для ваших глаз»             | Аристотель Кристатос                                         | Джулиан Гловер                              | Похитить устройство АТАС, с помощью которого можно управлять британскими ракетами Polaris и продать его КГБ | Бонд уничтожил АТАС, сбросив с обрыва | Убит ножом в спину Милошем Коламбо                                                                                   |
| «Только для ваших глаз»             | Эрнст Ставро Блофельд                                        | Джон Холлис (тело), Роберт Риетти (голос)   | Убить Бонда, отомстив ему за срыв всех планов и уничтожение организации SPECTRE, управляя дистанционно вертолетом | Бонд уничтожил устройство дистанционного управления вертолетом и убил Блофельда | Сброшен Бондом в дымоход фабрики (его символический кот успел убежать)                                               |
| «Осьминожка»                        | Камаль Хан                                                   | Луи Журден                                  | Помочь генералу Орлову вернуть украденные бриллианты | Драгоценности найдены агентами КГБ | Погиб в авиакатастрофе, когда самолет врезался в гору                                                                |
| «Осьминожка»                        | Генерал Орлов                                                | Стивен Беркофф                              | Взорвать советскую ядерную бомбу на американской военной базе во время циркового представления. Генерал Орлов надеется на то, что Европа будет требовать ядерного разоружения, что позволит ему быстро захватить Западную Европу | Бонд обезвредил бомбу | Расстрелян пограничниками Восточного Берлина при пересечении границы в попытке догнать Бонда                         |
| «Вид на убийство»                   | Макс Зорин                                                   | Кристофер Уокен                             | Спровоцировать мощное землетрясение, которое уничтожит Кремниевую Долину и, тем самым, стать монополистом на рынке компьютерных микросхем                                                                                        | Его прежняя подручная и любовница Мэйдэй предала его, после того как он сам её предал, и взорвала бомбу в безопасном месте, погибнув при взрыве                                                                                | Упал с опоры моста «Золотые Ворота», разбился о воду                                                                 |
| «Искры из глаз»                     | Генерал Георгий Косков                                       | Йерун Краббе                                | Получить контроль над рынком по продаже оружия и, после смерти Пушкина, возглавить КГБ | Опиум, предназначенный для Витакера, был уничтожен, сделка сорвалась | Арестован агентами КГБ, расстрелян                                                                                   |
| «Искры из глаз»                     | Брэд Уитакер                                                 | Джо Дон Бейкер                              | Получить опиум. | Опиум, предназначенный для Витакера, был уничтожен, сделка сорвалась | Разбил голову об макет Битвы при Ватерлоо                                                                            |
| «Лицензия на убийство»              | Франц Санчес                                                 | Роберт Дави                                 | Создание международной организации торговцев наркотиками от Южной Америки до Азии | Бонд убил его и уничтожил его наркотики | Был облит бензином и сгорел (или погиб при взрыве цистерны)                                                          |
| «Золотой глаз»                      | Алек Тревелиан (агент 006)                                   | Шон Бин                                     | Захватить спутник GoldenEye и использовать его для получения прибыли и мести британскому Правительству | Бонд уничтожил GoldenEye, уничтожив наземный передатчик, спутник сгорел в плотных слоях атмосферы | Сброшен с радара, управляющего спутником, и раздавлен остатками взорванного радара                                   |
| «Завтра не умрёт никогда»           | Элиот Карвер                                                 | Джонатан Прайс                              | Спровоцировать войну между Китаем и Англией ради эксклюзивного права вещания на территории Китая на 50 лет | Бонд уничтожил корабль-стэлс Карвера с помощью ракеты, предназначенной для провокации войны | «Просверлен» насквозь подводным буром                                                                                |
| «И целого мира мало»                | Электра Кинг                                                 | Софи Марсо                                  | Убить отца и завладеть его бизнесом и монополией на поставку нефти в Западную Европу | Убита Бондом | Застрелена |
| «И целого мира мало»                | Ренард                                                       | Роберт Карлайл                              | Взорвать Стамбул с помощью захваченной русской подводной лодки, позволив Электре монополизировать нефтяной рынок | Бонд помешал ему взорвать подлодку | Проткнут плутониевым стержнем                                                                                        |
| «Умри, но не сейчас»                | Густав Грейвз (полковник Мун)                                | Тоби Стивенс (Уилл Юн Ли)                   | Вторжение в Южную Корею и её захват, объявление войны Японии | Когда Грейвс погиб, спутник вернулся под контроль и деактивировался | Бонд раскрыл парашют Грейвса, вследствие чего того затянуло в двигатель самолета и изрубило на куски                 |
| «Казино „Рояль“»                    | Лё Шиффр                                                     | Миккельсен, Мадс                            | Вернуть деньги спонсорам после неудачного теракта, выиграв их в турнире по покеру (техасский холдэм) | Бонд выиграл турнир | Застрелен мистером Уайтом                                                                                            |
| «Казино „Рояль“»                    | Мистер Уайт                                                  | Йеспер Кристенсен                           | Вернуть деньги, потерянные Ле Шиффром | Успешно, но захвачен Бондом | Ранен в правую ногу и арестован, выжил                                                                               |
| «Квант милосердия»                  | Доминик Грин                                                 | Амальрик, Матьё                             | Осуществить государственный переворот в Латинской Америке и захватить земли, богатые водой, которой так не хватает в той местности                                                                                               | Генерал Медрано был убит Камиллой, а Билл Теннер взломал счета Грина, сделав его банкротом | Оставлен Бондом посреди боливийской пустыни, где позднее найден с двумя пулями в затылке и машинным маслом в желудке |
| «Квант милосердия»                  | Генерал Медрано                                              | Хоакин Козайо                               | Доминик Грин в обмен на земли, богатые водой и деньги, помогает ему стать диктатором Боливии | Камилла, из мести за свою семью, убила Медрэно, не дав тому осуществить свои планы | Застрелен Камиллой                                                                                                   |
| «Квант милосердия»                  | Мистер Уайт                                                  | Йеспер Кристенсен                           | Сбежать из конспиративной тюремной камеры MI6 в городе Сиена | Успешно, хотя и ранен | Выжил |
| «007: Координаты „Скайфолл“»        | Тьяго Родригес / Рауль Сильва (бывший агент MI6)             | Хавьер Бардем                               | Убить M, в прошлом сдавшую его в обмен на шестерых агентов MI6 | Остановлен Бондом, однако M всё равно погибла от ранения, полученного во время перестрелки с людьми Сильвы | Погиб от ножа, брошенного Бондом                                                                                     |
| «007: Спектр»                       | Эрнст Ставро Блофельд (ранее известный как Франц Оберхаузер) | Кристоф Вальц                               | Управлять организацией «Спектр», созданной для тотального видеоконтроля над миром (прикрытие — служба объединённой безопасности)                                                                                                 | Работа серверов «Спектра» саботирована Кью, штаб организации взорван Бондом | Выжил после крушения вертолёта, арестован М                                                                          |
| «007: Спектр»                       | Макс Денби (также известен как «С»)                          | Эндрю Скотт                                 | Правая рука Оберхаузера, по совместительству глава службы объединённой безопасности | Работа серверов «Спектра» саботирована Кью, штаб организации взорван Бондом | Погиб, упав в лестничный проём после драки с М                                                                       |
| «007: Спектр»                       | Мистер Уайт                                                  | Йеспер Кристенсен                           | Возможно, навести Бонда на «Спектр» | Неизвестно. | Совершил самоубийство, будучи смертельно больным.                                                                    |
| «007: Спектр»                       | Мистер Хинкс                                                 | Дэйв Батиста                                | Ассасин организации «Спектр», нанят для убийства мистера Уайта, впоследствии предпринимал неудачные попытки убить Бонда и Мадлен Свонн                                                                                           | Выброшен Бондом из поезда, где ехал вместе со Свонн | Неизвестно, возможно, что выжил                                                                                      |
| «Не время умирать»                  | Люцифер Сафин                                                | Рами Малек                                  | Уничтожить всех руководителей «Спектра» в качестве мести за свою семью, преданную и убитую этой организацией; взять весь мир под контроль с помощью биологического оружия «Геракл», ранее украденного «Спектром» из MI6.         | Успешно уничтожил «Спектр», но не успел распространить «Геракл» по всему миру ввиду вмешательства Бонда, при поддержке Королевских ВМФ уничтожившего остров, на котором была расположена фабрика наноботов                     | Застрелен Бондом после недолгой рукопашной драки                                                                     |
| «Не время умирать»                  | Эрнст Ставро Блофельд                                        | Кристоф Вальц                               | Руководить «Спектром» из тюрьмы «Белмарш», убить Джеймса Бонда на Кубе с помощью «Геракла» | Сафин использовал «Геракл» в своих целях, приказав наноботам убить всех руководителей «Спектра», после чего убил самого Блофельда с помощью Бонда и Мадлен Суонн, заразив наноботами и их накануне встречи с Эрнстом в тюрьме. | Погиб ввиду заражения наноботами, когда вышедший из себя также заражённый Бонд схватил его за шею во время допроса   |

Швейцарская часовая компания Swatch в 2008 году выпустила коллекцию часов, посвящённую 18 злодеям из фильмов о Джеймсе Бонде.

#### Злодеи из других фильмов о Бонде
| Фильм                         | Злодей                   | Актёр                 | Цель | Причина провала                        | Судьба                                  |
| ----------------------------- | ------------------------ | --------------------- | --- | -------------------------------------- | --------------------------------------- |
| «Казино „Рояль“» (1954)       | Лё Шиффр                 | Петер Лорре           | Спастись от банкротства с помощью игры в баккару                                                                                                | Проиграл Бонду                         | Застрелен Бондом                        |
| «Казино „Рояль“» (1967)       | Лё Шиффр                 | Орсон Уэллс           | Вернуть СМЕРШ потерянные деньги с помощью игры в баккару                                                                                        | Проиграл Эвелину Тремблу               | Застрелен агентами СМЕРШ сквозь монитор |
| «Казино „Рояль“» (1967)       | Доктор Ной / Джимми Бонд | Вуди Аллен            | Сделать всех женщин на Земле красивыми с помощью биологического оружия, после чего уничтожить всех мужчин крупнее его как возможных конкурентов | Отравлен собственной атомной таблеткой | Погиб от взрыва                         |
| «Никогда не говори „никогда“» | Максимиллиан Ларго       | Клаус Мария Брандауэр | Получить выкуп от мировых держав за похищенное ядерное оружие                                                                                   | Бонд обнаружил и похитил оружие        | Убит Домино при помощи гарпуна          |
| «Никогда не говори „никогда“» | Эрнст Ставро Блофельд    | Макс фон Сюдов        | Получить выкуп от мировых держав за похищенное ядерное оружие                                                                                   | Бонд обнаружил и похитил оружие        | Выжил                                   |

## Злодейские организации
- СМЕРШ («Смерть шпионам») — оригинальный враг Бонда в романах, хотя лишь кратко упоминается в фильмах.
- СПЕКТР — террористическая организация, созданная для контрразведки, мести и вымогательства; впервые появилась в романе «Шаровая молния». В фильмах заменила СМЕРШ, как основного врага Бонда.
- «Блекс» — враг Бонда в романе «Бриллианты навсегда». Появляется также в романах «Голдфингер» и «Человек с золотым пистолетом».
- "Дракс Индастриз" — компания Хьюго Дракса. Появляется в книге  "Лунный Гонщик", и в экранизации.
- «Пароходство Штромберга» — организация Карла Штромберга.
- «Золотое Предприятие» — организация Голдфингера.
- «Синдикат Янус» — российская мафиозная группировка Алекса Тревельяна в фильме «Золотой глаз».
- «Карвер Медия Групп Нетворк» — крупнейший мировой медиахолдинг, принадлежащий Элиоту Карверу в фильме «Завтра не умрёт никогда».
- «Кинг Индастриз» — нефтяная корпорация семьи Кинг в фильме «И целого мира мало».
- «Грэйвз Индастриз» — «подставная» алмазодобывающая компания Густава Грейвза/Тай-Сун Муна в фильме «Умри, но не сейчас».
- «Союз» — злодейской организации Раймонда Бенсона в романах High Time to Kill, Doubleshot и Never Dream of Dying.
- OCTOPUS — заменена SPECTRE в видеоигре «Из России с любовью» из-за проблем с авторскими правами.
- «Квант» — террористической организации в «Казино Рояль» и «Квант милосердия»[2], заменяющая СМЕРШ, как основной враг Бонда в фильмах. Один из их ведущих членов, Доминик Грин, создает свою «Планета Грина»[3]
- Scum (ПЕНА) — поддерживает «Саботажников и Преступников, Погромщиков», главная злодейская организация в ранних сериях о Джеймсе Бонде.